# Jahorina
 Ovo je glavno značenje pojma Jahorina. Za druga značenja pogledajte Jahorina (razdvojba).
Jahorina je planina u Bosni i Hercegovini koja pripada Dinarskom planinskom sustavu. Najviši vrh je Ogorjelica s 1.916 m nadmorske visine. Ljeti je prekrivena gustom zelenom travom, a zimi i do 3 m visokim snijegom. Jahorina se prostire od 43°39' do 43°47' sjeverne zemljopisne širine i od 18°31' do 18°43 istočne zemljopisne dužine.
Izvanredna konfiguracija terena, obilje vrlo kvalitetnog snijega, pogodna klima, 20 kilometara staza za alpske discipline kao i blage padine (Rajska dolina) uvrstile su ovu planinu među najljepše i najpoznatije ski-centre. Prosječan broj dana sa sniježnim pokrivačem na Jahorini je 175, i to od listopada do kraja svibnja. Desetogodišnji prosjek visine sniježnog pokrivača u veljači iznosi 106 cm.
Na četrnaestim Zimpskim olimpijskim igrama u Sarajevu, na Jahorini su održane alpske discipline za žene.
Jahorina je od Sarajeva udaljena 30 km, a od Pala 15 km.

## Vanjske poveznice
- Olimpijski centar Jahorina
- XIV. Zimske olimpijske igre – Sarajevo 1984.